# Germán Villa
Germán Villa Castañeda (Mexikóváros, 1973. április 2. – ) mexikói válogatott labdarúgó. 

## Pályafutása

### Klubcsapatban
Mexikóvárosban született. 1991 és 2009 között a Club América játékosa volt, melynek színeiben több mint 400 mérkőzésen lépett pályára. Két mexikói bajnoki címet szerzett és két CONCACAF-bajnokok kupáját nyert. 1998-ban a spanyol RCD Espanyol, 1999-ben és a 2008–09-es idényben a Club Necaxa vette kölcsön. 2009 és 2010 között a Querétaro játékosa volt.

### A válogatottban
1996 és 2002 között 67 alkalommal szerepelt az mexikói válogatottban. Részt vett az 1996. évi nyári olimpiai játékokon, az 1998-as és a 2002-es világbajnokságon, az 1997-es és a 2001-es konföderációs kupán, az 1997-es Copa Américán, illetve tagja volt az 1999-es konföderációs kupán, az 1996-os és az 1998-as CONCACAF-aranykupán aranyérmet szerző csapatnak is. 

## Sikerei, díjai
Club América
- Mexikói bajnok (2): Verano 2002, Clausura 2005
- CONCACAF-bajnokok ligája (2): 1992, 2006
- Mexikói szuperkupagyőztes (1): 2005
- CONCACAF-óriások kupája (1): 2001

Mexikó
- Konföderációs kupa győztes (1): 1999
- CONCACAF-aranykupa győztes (2): 1996, 1998
- Copa América bronzérmes (1): 1997